# 中山道幹線
中山道幹線（なかせんどうかんせん）、または中山道線（なかせんどうせん）は、日本の官設鉄道（国鉄）が東京と京都を結ぶ目的で、中山道に沿って計画した鉄道路線である。実際に着工されたものの、工期と工費が当初の見込みを大幅に上回ることが建設中に判明したため、東京と京都を結ぶ幹線鉄道としては東海道本線の建設を行う方針に変更された。しかしそれまでに着手されていた区間の中には開通に漕ぎ着けたものもある。

## 背景
1869年（明治2年）11月に明治政府が鉄道建設を廟議決定した際には、基本方針として東京と京都（東西両京）を結ぶ路線を幹線とし、東京と横浜を結ぶ路線などそれ以外の路線を支線として建設する方針であった。この時点では、幹線の経路として東海道と中山道のどちらを採用するかは未決定であったとされるが、当時の鉄道建設に向けた各種提言では、東海道の採用を前提とするものが多かったと指摘されている。しかし、政府の命を受けて1870年（明治3年）6月に佐藤与之助・小野友五郎が東海道の鉄道建設事情を調査した際の復命書「東海道筋鉄道巡覧書」では、東海道は陸運・海運ともに交通の便利な場所が多く、貨物輸送については高価な物品あるいは至急の輸送を要するもの以外は、鉄道以外の運賃の安い交通手段が選ばれるであろうとし、東海道よりは交通手段の不便な中山道に鉄道を建設する方を優先するべきだとした。またその建設費は、実際に中山道を調査したわけではないものの、東海道と大差ないであろうと見込んでいた。この時の佐藤らの調査経路は、東京から愛知県までは東海道に沿い、そこから岐阜県へ入って中山道に沿って京都へ向かうもので、その基本的な経路は後に東海道本線に生かされることになった。
1871年（明治4年）3月には、小野友五郎・山下省三が中山道の調査を実施し、これ以降中山道に関する調査が繰り返されることになり、鉄道当局幹部、特に鉄道頭の井上勝が中山道に強い関心を抱いたものとされる。もっとも、実際に東西両京の幹線をどちらに建設するかは決定されないまま、東京・横浜間の鉄道が建設されることになった。続いて京都 - 大阪 - 神戸間にも鉄道が敷設され、東西両側での鉄道の運行が始まった。こうしていよいよ東西を連絡する鉄道に取り組むことになった。

## 経過

### ボイルの調査
政府は1874年（明治7年）に、当時建築師長を務めていたお雇い外国人のリチャード・ボイルに対して、中山道鉄道の調査を行うように命じた。これを受けてボイルは、2回に渡って中山道の調査を行った。1回目は1874年（明治7年）5月に神戸を出発し、京都から高崎まで中山道経由で調査した後、新潟まで往復して東京へ至る2か月半に渡るもので、鉄道少手の長江種同が同行し、また建築師ウィリアム・ゴールウェーと助役のクロード・キンダーは分かれて三国峠の調査を実施している。続いて翌1875年（明治8年）9月に逆の経路で、横浜を出発し高崎を経由して11月に神戸に到着した。同行者は技術一等見習の鶉尾謹親、会計掛の上田勝造、ポルトガル人の書記役F.C.V.リベイロであった。
ボイルが1876年（明治9年）9月に提出した上申書では、東西連絡の幹線鉄道を中山道経由とすることを推奨した。当時、東海道は全国でも最良と言ってよい交通事情であったのに対して、中山道は道路事情が悪く、ここに鉄道を建設すれば広大な内陸部を開発でき、また東西両京を結ぶだけでなく、支線を加えることで南北の両海岸を結ぶこともできるとした。

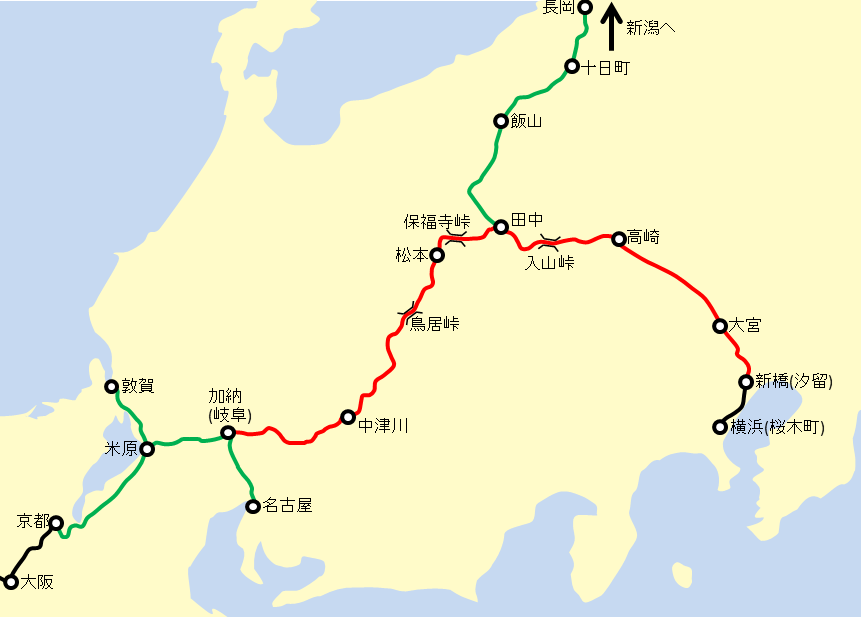
ボイルの提案した中山道幹線 黒実線は当時営業中の路線、赤実線が踏査した中山道で、緑実線はこれに関連する路線。

ボイルの提案する経路は、東京の新橋駅（後の汐留駅）を出発して北上し、市街地を通り抜けて王子、赤羽、蕨を経て大宮へ至る。将来東北方面への線路を建設する際には、大宮を分岐点にすれば便利であると指摘している。大宮からは熊谷を経て高崎に至る。高崎はこの地方では大きな都市であるとともに、前橋方面で生産される絹の輸送上も重要であることから、まずは東京 - 高崎間を着工するべきであると提言した。平坦な区間であり建設は容易であるとともに、輸送需要が大きい割に運行費用は安いものと見込んでいた。東京から高崎までは66マイル（約105.6キロメートル）である。
高崎からは中山道の北側を通り横川を経て、ここで中山道から分かれて入山川に沿って遡り、入山峠を越えて長野県に入る。横川から入山峠に至る区間は、中山道幹線で最急勾配が見込まれ、もっとも厳しい区間では20分の1（50パーミル）勾配を採用し、最長1マイル（約1.6キロメートル）のトンネルを必要とすることになっていた。長野県内に入ると、泥川、湯川に沿って西へ向かい、岩村田（現在の佐久市）、塩名田（現在の佐久市塩名田）を通り、千曲川（信濃川）に沿って小諸を経て田中駅へと至る。この付近で、長岡経由で新潟へ向かう線路を分岐させる。
中山道幹線の本線は、ここで南西に向けて千曲川と依田川を渡り、内村川左岸に沿って遡って鹿教湯を通り、保福寺峠へ至る。峠の部分では、中山道幹線最長となる全長約1.5マイル（約2.4キロメートル）のトンネルが必要であるが、前後の取付部分の勾配は入山峠に比べれば緩く、その距離も短いと計画していた。最高点の標高は約3,500フィート（約1,050メートル）としていた。峠の部分の線路の選び方には2通りが考えられるが、どちらが優れているかはより詳細な測量を実施しなければ決定できないとしていた。
以降、保福寺川に沿って下り、七嵐（現在の松本市七嵐）付近で南に曲がり、稲倉峠を約0.75マイル（約1.2キロメートル）のトンネルで抜けて降下し、松本へと至る。高崎と松本の間は山岳地帯で建設にも運行にも多額の費用が見込まれるが、交通の不便な内陸部を貫通して連絡する役割のためにはやむを得ないとした。高崎から松本までは80マイル（約128キロメートル）、東京からは146マイル（約233.6キロメートル）である。なお、中山道は入山峠から佐久平を通り、和田峠を越えて諏訪盆地に入り、塩尻峠を越えて塩尻から木曽谷に入るのに対して、古来の東山道が碓氷峠から小諸を通り、保福寺峠を越えて松本から南下し、善知鳥峠を越えて伊那谷へ入るので、この区間では提案されている経路は、部分的に中山道ではなく東山道に沿っている。
松本からは南下し、中山道の洗馬宿から奈良井川の右岸を遡り、途中で左岸に渡り、鳥居峠に長いトンネルを掘って木曽川の谷に入る。鳥居峠のトンネルは全長約1マイル（約1.6キロメートル）で、松本 - 岐阜間ではもっとも長い。木曽川左岸を下り藪原と宮ノ越の間で右岸に渡り、以降福島、上松、須原、三留野の各宿場町の木曽川対岸を通る。田立を通り、岐阜県に入って坂下を通って、この下流で木曽川を再び左岸に渡る。ここから木曽川から離れ始め、中津川、大井を経て、土岐川を何度かわたって高山町（土岐市駅に対して土岐川の対岸付近）に至る。そのまま土岐川左岸を進み、永保寺（虎渓山）の対岸あたりで右岸に渡り、ここから土岐川を離れて木曽川の支流可児川の流域へ進み、その右岸に沿って下って可児川河口付近で木曽川の右岸へ渡る。ここから西へ進んで加納（岐阜）へと至る。松本から加納までの距離は125マイル（約200キロメートル）で、東京から271マイル（約433.6キロメートル）である。ここから先の区間は、敦賀-京都間の調査の際に合わせて調査済みであるとして、ボイルのこの時点での報告書には含まれなかった。
またボイルは別途、田中付近で分岐して新潟に至る経路の調査結果も報告した。三国峠経由の路線も調査したが、非常に厳しい山岳地帯を避けて長野を経由するべきであるとした。田中で中山道幹線から分岐し、千曲川の右岸に沿って下り、上田、屋代、松代へと至る。以降、さらに千曲川に沿って下るが、必要に応じて左岸と右岸を行き来する。新潟県に入り最終的に左岸側をつたって魚野川との合流点の下流側において信濃川（千曲川から名前が変わる）を渡り、以降は右岸を下る。新潟の平野に入ると特に工事は難しいところはなく、水田地帯に築堤をして通過し、新潟に至る。分岐点から新潟までの延長は150マイル（約240キロメートル）で、中山道幹線に比べれば重要度は劣るものの、新潟を太平洋側に連絡する必要がある時には最良の経路であるとした。
一方、同時期の調査により、京都 - 敦賀間および米原から加納（岐阜）を経て熱田に至る路線の測量を行い、1876年（明治9年）4月にやはりボイルが報告書を提出した。京都から敦賀の経路は、京都駅から南へ出発して大きく迂回して大津へ達する。そこから琵琶湖東岸の平坦な土地を、瀬田川や野洲川を渡って進み、米原へと至る。米原から北上し、長浜を経て余呉湖と琵琶湖の間の山地を通り抜けて塩津へ至る。塩津からは山岳地帯を屈曲しながら急勾配で登り、沓掛から国道8号に近い経路をたどって福井県側へ抜け、敦賀へと至る。合計して75.25マイル（約120.4キロメートル）である。
米原から熱田までは、米原駅から分岐して東へ向かい、醒ケ井、柏原、関ケ原、垂井を経由して大垣へ至る。ここからはほぼまっすぐな線路で加納（岐阜）に達し、南へ向きを変えて木曽川を渡り、名古屋駅を設けて、その先の海に近いところまで線路を伸ばして終点とする。米原から熱田までの線路は67マイル51チェーン（約108.2キロメートル）とされた。
しかし、この年には神風連の乱、萩の乱、秋月の乱と騒乱が相次ぎ、翌年には西南戦争も発生して、多額の軍事費の支出を余儀なくされ、鉄道の建設計画は大きく遅延することになった。

### 西部での建設推進と日本鉄道

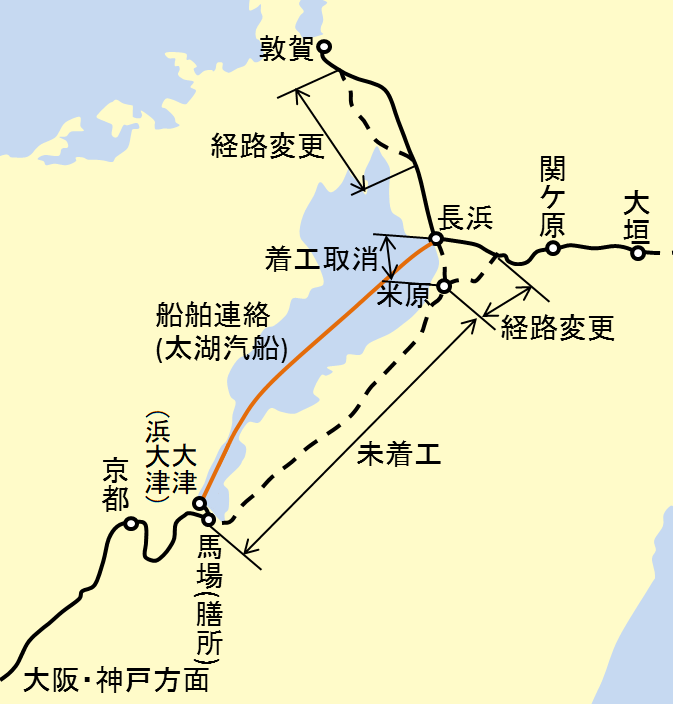
西部での建設工事、長浜 - 敦賀間の工事ではボイルの提案と違い柳ヶ瀬トンネル経由となり、中山道幹線への分岐は米原ではなく長浜とされた。また馬場 - 大津間の枝線を建設し、大津から長浜へは当面琵琶湖の湖上船舶を利用した連絡とされた。

鉄道局長であった井上勝は鉄道建設の停滞を強く訴え、まだ西南戦争の続いていた1877年（明治10年）2月1日には京都 - 大津（馬場、後の膳所）間の着工が認められた。西南戦争が終結し、1878年（明治11年）4月に1000万円分の国債を発行して、このうち鉄道建設費に213万9914円を割り当て、京都 - 大津間と米原 - 敦賀間をいよいよ着工することになった。大津 - 米原間の建設は後回しとなり、さしあたって琵琶湖畔に至る枝線（後の大津線）を建設して湖上連絡を図ることにした（これに伴い、ボイルの提案で大津としていた駅を馬場に改め、枝線の末端に設ける駅を大津とした）。この段階ではまだ東西連絡幹線の全区間に着工することはできず、とりあえず本州横断路線を建設することになったのである。
京都 - 馬場および馬場 - 大津間は1880年（明治13年）7月15日に全区間が開通した。それまでの建設工事と異なり、お雇い外国人の助けを借りることなく、養成に努めていた日本人技術者の手だけで初めて開通する鉄道路線となり、当初の見積もりに比べて約2割の工費節約も実現した。一方、米原 - 敦賀間については、ボイルの調査では塩津を経由することになっていたが37パーミルの勾配が必要であり、柳ヶ瀬トンネルを建設する経路であれば25パーミルに抑えられることから、経路変更をすることになった。また井上勝鉄道局長は将来的に中山道幹線を建設する際には、米原からではなく長浜から直接関ケ原に出る経路が有利ではないかとの考えがあり、調査の結果この経路を推進することにして、米原 - 長浜間は後回しにすることになった。こうして柳ヶ瀬トンネル経由で長浜 - 敦賀間建設が進められ、1884年（明治17年）4月16日に全通した。
さらに、井上鉄道局長は1882年（明治15年）2月に、長浜 - 関ケ原 - 大垣間の鉄道建設を提案する建言書を提出し、琵琶湖の湖上連絡を介して京阪神地方と北陸地方を結ぶ路線にこの区間を加えることで、舟艇による連絡で四日市を介して東海方面とも連絡できると主張した。この区間についても建設する方針となり、1884年(明治17年）5月25日に大垣までが全通した。
一方東部では、1880年(明治13年）2月から東京 - 高崎間の測量が開始され、工事着手の許可も受けた。しかし、実際の建設費の手配が行われず工事に着工できなかった。資材の調達および技術者の転用の問題があるため、早期に着工できる見込みがないのであれば工事許可を取り消して欲しいとの鉄道局長からの要請により、1880年（明治13年）11月9日に工事着手の許可が取り消された。これは当時の政府の財政事情から、東西からの同時着工が困難な情勢であったことを示している。
この頃、華族を中心に資産を出しあって民間の鉄道会社を設立する動きがあり、政府が東京 - 高崎間の鉄道着工を断念したことを好機として、日本で最初の民営鉄道である日本鉄道の創立を出願した。1881年（明治14年）に正式に許可を受けたが、当時鉄道の建設能力は民間には無かったことから、最初の着工区間となる東京 - 高崎間の鉄道は政府の鉄道局に工事が全面委託されることになった。東京の繁華な市街地を横断する工事は難航が予想されたことから、官設鉄道の新橋駅（後の汐留駅）を起点とすることを先送りし、土地を用意できた上野駅を起点として1882年（明治15年）9月に起工された。1884年（明治17年）5月1日に上野から高崎までの区間が全通した。

### 高崎 - 大垣間の着工
こうして東部と西部で中山道幹線の一部をなす鉄道が開通した。資金難で鉄道建設に困難をきたしていた政府も、日本鉄道の着工に影響を受けて急速に幹線の整備に向けて動き出すことになり、1883年（明治16年）8月6日についに中山道幹線の着工を内定し、工部省に対して測量を進め建設の方法を定めて提出するように命じた。井上勝鉄道局長はこれに対して、本来は全線の測量を完成してから詳細な計画を立てるのが筋であるが、既にボイルによる基本的な測量が完了しており、全体計画はボイル案に基本的に沿うことにして、両端から測量を開始し完了したところから着工したいと上申し、10月23日に工事着手指令が出された。また資金的にもこの年の12月21日に太政官布告第47号により「中山道鉄道公債証書条例」が布告され、7分利付2000万円の公債を募集して工事費に充てることになった。1884年1月23日第1回500万円募集、5月13日第2回500万円募集、6月28日第2回に500万円追加（大蔵省告示）。

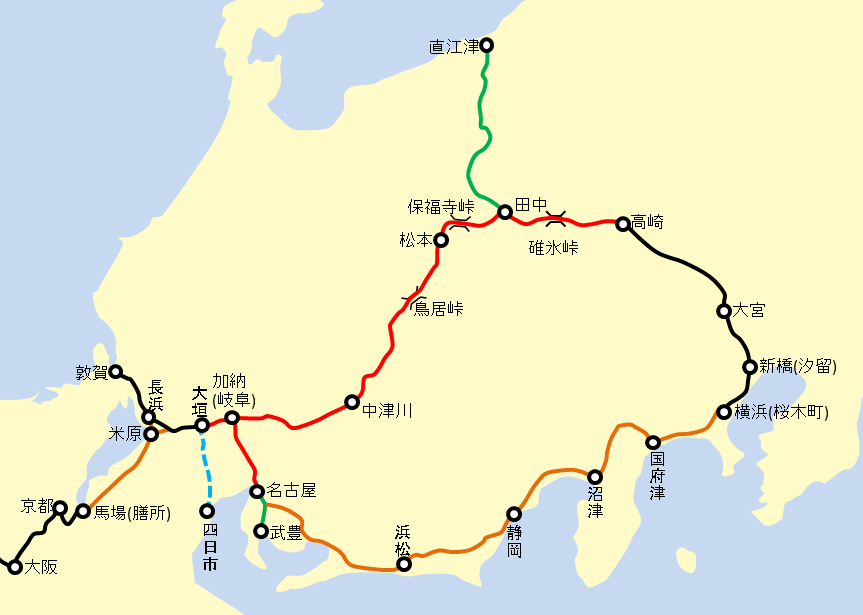
着工された中山道幹線（赤実線） 黒実線は既設線、水破線は計画された四日市への資材運搬線（未成）、緑実線は武豊および直江津への資材運搬線、橙実線は計画変更後に建設された東海道線

この幹線経路の決定には軍の意向が大きな役割を果たしたとされる。軍部は、当時のヨーロッパ各国における軍事輸送の実態や、西南戦争において鉄道が果たした役割などから、鉄道の軍事的機能についての関心を深めつつあり、軍部の中枢を占めていた山縣有朋は1883年（明治16年）に高崎 - 大垣間鉄道建設の建議書を提出している。もっともこの建議書においても、中山道幹線の軍事的な役割については特に触れておらず、東海道ではなく中山道に鉄道を建設する理由として挙げられているのは、内陸部の開発や船便との競合などの観点のみであった。軍が本格的に軍事輸送の観点から鉄道建設ルートに意見を出すようになるのは1886年（明治19年）頃からで、1887年（明治20年）に参謀本部長有栖川宮熾仁親王から鉄道局長官に提出された建議書では、海岸近くの鉄道は防備上不利であり、海岸からできるだけ鉄道を離して経路を選択するべきであるとした。この影響を受けて後に建設されることになるのが中央本線である。
西側では、垂井から四日市に至る線路を資材運搬線として建設することを上申し、1884年（明治17年）5月8日に着工の認可を受けた。しかし実際に測量をしたところ思わしくない点が多く、代わりに名古屋から知多半島を南下して半田港へ至る経路が提案された。四日市線では全線35マイル（約56.3キロメートル）で総工費は約200万円、工期は2年と見込まれたのに対して、半田線であれば名古屋から20マイル（約32.2キロメートル）で総工費は約80万円、工期は7 - 8か月と見込まれ、また途中の架橋の点でも半田線が有利であるとして、1885年（明治18年）に半田線の着工認可を求めた。これに応じて半田線（武豊線）の着工が命じられたが、四日市線はこの時点では削除されず、後に幹線の東海道への変更に際して消滅することになった。1886年（明治19年）3月1日に半田線と称していた資材運搬線が名古屋 - 武豊間で開通した。また大垣から名古屋までの区間は部分開通を繰り返しながら、1887年（明治20年）6月25日に全区間で開通した。
一方の東側では、日本鉄道の高崎を起点として中山道幹線の工事が着工されることになり、まず高崎 - 上田間の測量に着手した。ボイルの測量は概測であったためであるが、この時点の測量でも急勾配区間である碓氷峠の前後をどのように経路を設定するかについて結論を出すことができなかった。また、上田 - 直江津間については直江津線として、中山道幹線に対する資材運搬線として建設するように上申がなされ、1885年（明治18年）3月28日に認可され、まもなく着工することになった。

### 幹線の変更
こうして東西から中山道幹線に着手した。当初から碓氷峠および木曽川・長良川・揖斐川などの大河川には難工事が予想されたことから、半田線および直江津線を資材運搬線として建設して中間区間の工事を先行する方針としていた。そこで1886年（明治19年）に南清に命じて、中間区間の測量を先行させた。その結果、この中間区間は意外な難工事であり、建設費がかさんで工期は長引き、開業後も列車の速度が遅く運転費用が増大することが判明した。そこで東海道線についても内々に調査し、東京 - 名古屋間について以下の調査結果を得た。
| 比較事項                     | 中山道線                    | 東海道線                      |
| ---------------------------- | --------------------------- | ----------------------------- |
| 総建設距離（東京 - 名古屋）  | 257.5マイル (414.4 km)      | 238マイル (383 km)            |
| 残り建設距離                 | 176.5マイル (284 km)        | 218マイル (350.8 km)          |
| 建設単価                     | 84,000円/マイル             | 45,000円/マイル               |
| 建設費                       | 約1500万円                  | 約1000万円                    |
| トンネル                     | 48か所約11マイル (17.7 km)  | はるかに少ない                |
| 橋梁                         | のべ4200フィート (1280.2 m) | のべ21,700フィート (6614.2 m) |
| 急勾配区間（20パーミル以上） | 54マイル (86.9 km)          | 13マイル (20.9 km)            |
| 曲線延長                     | 77マイル (123.9 km)         | 43マイル (69.2 km)            |
| 開通後所要時間               | 19時間                      | 13時間                        |
| 開通後営業収入               | 88万円                      | 108万円                       |
| 開通後営業費                 | 58万7950円                  | 59万7876円                    |

この結果、井上鉄道局長官は東海道線採用の結論となり、伊藤博文内閣総理大臣に意見を提出した。この変更に当たっては軍部の反対も予想されたため、井上は内務大臣兼陸軍大臣であった山縣有朋を事前に訪問して詳細な地図と見積もりを示して同意を得たという。伊藤首相も、山縣の同意を得ていることを確認してから、経路変更に賛成した。こうして1886年（明治19年）7月19日閣令第24号において幹線を中山道から東海道へ変更することを布告した。この変更がすんなりとできたのは、井上が長州閥の一員であったからであり、そうでなければ辞任に追い込まれるような事態であったとの指摘もある。

## その後
幹線の変更決定時点で、中山道鉄道公債の発行で得た建設費2000万円のうち427万円を消費していたが、それを除いた額でも半田線、直江津線、東海道線のすべてを建設できるとされた。そこで東海道線については、1890年（明治23年）の第1回帝国議会開会に間に合わせることで議員の上京の便に供することになった。全線を手分けして工事を進め、琵琶湖の湖上連絡を挟んでいた滋賀県東部の区間を最後に1889年（明治22年）7月1日に東海道本線新橋 - 神戸間が全通。この時点で両京間を結ぶ幹線としての中山道幹線構想は事実上終焉した。
一方、1880年に高崎 - 横川間の官鉄線が開通し、また直江津線についても長野県と新潟県の県境付近まで工事が進んでいる状況であったため、両京間の幹線が中山道から東海道に変更後も、横川 - 田中間は東京と直江津を結ぶ路線の一部として建設が続行されることになり、1888年（明治21年）12月1日に軽井沢 - 直江津間が開通した。最後に残された碓氷峠の急勾配区間は経路の選定に時間を要したものの、1893年（明治26年）4月1日に開通して、東京から直江津までが全通し、田中以東の鉄道建設が完工した。
その後、1902年（明治35年）に篠ノ井線が全通し、さらに1911年（明治44年）全通の中央本線が塩尻以西で中山道に沿うことによって、篠ノ井経由であるものの中山道の鉄道ルートは明治期に一通り完成することになった。その一方、中山道幹線の当初の経路だった松本〜田中間の保福寺峠経由ルートのように、大正以降も鉄道建設がされないルートも生じた。